# ويب ميلر
ويب ميلر (بالإنجليزية: Webb Miller)‏ هو معلوماني حيوي ‏ أمريكي، ولد في 1943.